# Almo Coppelli
Almo Coppelli (ur. 22 lutego 1958 roku w Mediolanie) – włoski kierowca wyścigowy.

## Kariera
Coppelli rozpoczął karierę w wyścigach samochodowych w 1978 roku od gościnnych startów w Brytyjskiej Formule Ford 1600, gdzie ośmiokrotnie stawał na podium, w tym dwukrotnie na jego najwyższym stopniu. W późniejszych latach Włoch pojawiał się także w stawce Włoskiej Formuły 3, Europejskiej Formuły 3, Włoskiej Formuły 2000, FIA World Endurance Championship, IMSA Camel Lights, World Sports-Prototype Championship, Interserie Div. 1, IMSA Camel GTP Championship, Sportscar World Championship, Campionato Italiano Velocita, 24-godzinnego wyścigu Le Mans, BPR GT Championship, Global GT Championship, IMSA Exxon Supreme GT Series, SCCA World Challenge, 24-godzinnego wyścigu Daytona, FIA GT Championship, Challenge Endurance Italy, International Sports Racing Series oraz Britcar.